# Unternehmen Weserübung
Unternehmen Weserübung, auch Fall Weserübung, war der Deckname einer deutschen Militäroperation für den Überfall der deutschen Wehrmacht auf Norwegen und Dänemark während des Zweiten Weltkrieges am 9. April 1940. Die Bezeichnung als „deutscher Erfolg“ war schon vor Anlaufen des Unternehmens festgelegt. Die dann aber tatsächlich eingetretenen diversen Mängel in der operativen Führung der deutschen Streitkräfte, vor allem im Zusammenspiel der Waffengattungen, wurde durch die Kriegspropaganda gezielt überdeckt, während die Alliierten im weiteren Verlauf des Krieges die Operation kombinierter Verbände stetig verbesserten.
Strategische Ziele der Invasion waren die Besetzung der norwegischen Häfen, um die deutsche Ausgangsstellung im Krieg gegen Großbritannien zu erweitern und eine Seeblockade zu verhindern, die Kontrolle der Ostseezugänge und die Sicherung der Eisenerz-Versorgung der deutschen Rüstungsindustrie aus Kiruna (Schweden) über Narvik. Dänemark erschien den Planern unter General Nikolaus von Falkenhorst als Nachschubweg unverzichtbar. Langfristig sollten Norwegen und Dänemark in ein „Großgermanisches Reich“ auf dem europäischen Kontinent eingegliedert werden.
Sowohl Dänemark als auch Norwegen waren neutral. Dänemark hatte 1939 als einziges nordeuropäisches Land einen Nichtangriffspakt mit Deutschland geschlossen. Nachdem bereits die militärische Besetzung beider Länder angelaufen war, stellte Deutschland beiden Staaten ein Ultimatum mit der Zusicherung, ihre territoriale Integrität und politische Unabhängigkeit nicht anzutasten, falls sie sofort kapitulierten. Norwegen lehnte ab; die Dänen akzeptierten nach wenigen Stunden Kampf auf Grund der militärischen Übermacht. In der Schlacht um Narvik erlitt die Wehrmacht ihre erste Niederlage des Krieges. Angelandete alliierte Truppen waren siegreich und dabei, die deutschen Truppen nach Schweden abzudrängen, als die Kriegslage im Westen (vor allem Frankreich) am 24. Mai 1940 eine Rückverlegung des alliierten Expeditionskorps nach Frankreich notwendig machte. Erst am 9. Juni konnten die deutschen Truppen unter General Eduard Dietl Narvik wieder erobern. Norwegen kapitulierte am 10. Juni 1940, als der deutsche Sieg im Westfeldzug absehbar war.

## Strategische Überlegungen
Bereits vor dem Krieg spielten für die deutsche Admiralität nicht nur die Überlegung eine Rolle, in Norwegen Stützpunkte zu gewinnen, sondern auch die Frage, wie das Deutsche Reich im Fall eines Krieges mit kriegswichtigen Rohstoffen (hier vor allem Eisenerze und andere in Deutschland nicht oder kaum verfügbare Rohstoffe) versorgt werden könne. Diese Feststellung stützen zahlreiche Indizien und Wortmeldungen, die seit der Denkschrift des Vizeadmirals Wegener mit dem Titel Die Seestrategie des Weltkrieges aus dem Jahre 1926 kursierten. Demnach hätte zum Beispiel im Ersten Weltkrieg vor einer deutschen maritimen Offensive eine Verständigung mit Dänemark über die Nutzung seiner Gewässer und die Öffnung der von Dänemark gesperrten Belte erreicht werden müssen, um den Schlüssel zur Ostsee zu gewinnen und weite Teile der skandinavischen Handelswege – und damit auch den Zugang von wichtigen Ressourcen – kontrollieren bzw. sichern zu können. In der Frühphase des Zweiten Weltkriegs zielten daher die britischen Überlegungen darauf ab, durch ein Engagement der Alliierten in Nordskandinavien die finnischen Truppen im Winterkrieg zu unterstützen und gleichzeitig das Deutsche Reich von den skandinavischen Rohstoffquellen abzuschneiden. Um 1938 finden sich bereits erste eindeutige Hinweise, dass die Besetzung Skandinaviens oder zumindest die Besetzung von Teilen Skandinaviens durchaus Bestandteil der militärischen bzw. geostrategischen Überlegungen im Dritten Reich wurde.
Bevor diese Überlegungen das Stadium ernsthafter Vorbereitungen erreichen konnte, änderte sich jedoch die Ausgangslage: Mit dem Frieden von Moskau am 13. März 1940 fanden mit dem Winterkrieg auch die Überlegungen für eine militärische Unternehmung auf alliierter Seite ihr Ende. Die Alliierten entwickelten nun Pläne für eine zweigeteilte Unternehmung: Durch die Verminung norwegischer Gewässer in der Operation Wilfred sollten die schwedischen Eisenerzlieferungen an Deutschland zur See blockiert werden und diese Seeblockade durch die Anlandung eigener Truppen im Rahmen des Plan R 4 in Norwegen verstärkt werden.
Die strategische Lage diesbezüglich richtig einschätzend, betrieb das NS-Regime seinerseits weitere Planungen für die Invasion Dänemarks und Norwegens, auf die insbesondere Erich Raeder weiterhin drängte. Am 26. März stimmte Adolf Hitler in der Erwartung eines weiteren schnellen Feldzugs den Vorschlägen des Oberbefehlshabers der Kriegsmarine zu. Die Unternehmung sollte sich an den strategischen Vorgaben orientieren, die Hitler am 1. April formuliert hatte: Sicherung der schwedischen Erzlieferungen, Verbesserung der Ausgangsstellung für den Krieg gegen Großbritannien und die Kontrolle über die Zugänge zur Ostsee. Unter diesen Maßgaben erfolgte wenige Tage später der militärische Überfall auf die zwei skandinavischen Länder strategisch begründet und als Ausdruck „blanke(r) Aggression“. Bereits vor Beginn der „Weserübung“ verfügte das Oberkommando der Wehrmacht, so die Instruktion vom 5. April 1940 über die Art und Weise der Berichterstattung zu diesem Ereignis, dass der Überfall als Reaktion auf die englischen Planungen und nicht als Ergebnis der Durchsetzung eigener Kriegsziele in Skandinavien darzustellen sei.

## Vorgeschichte

### Raeders Lagevortrag bei Hitler am 10. November 1939

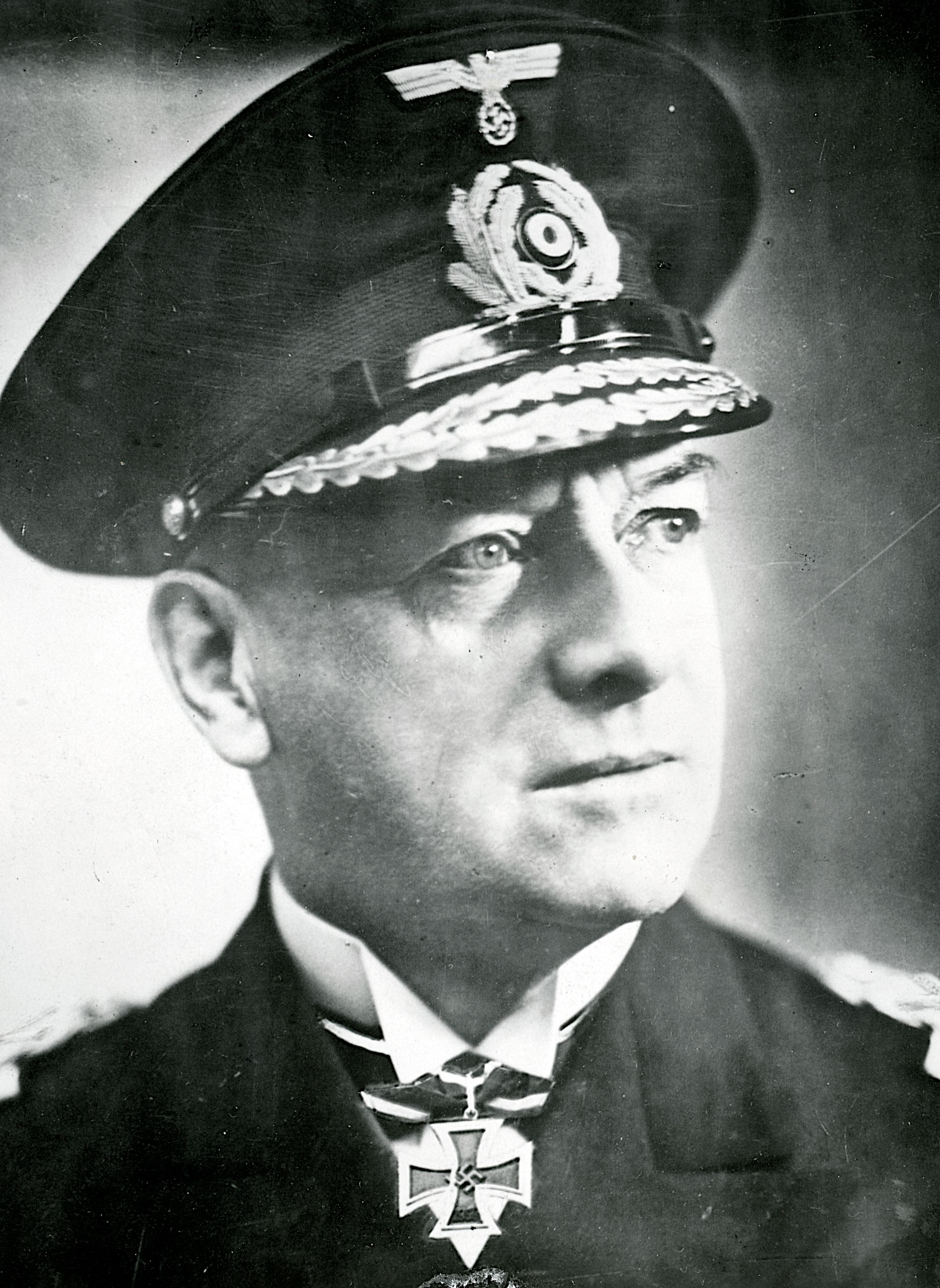
Großadmiral Erich Raeder, der Urheber des Unternehmens Weserübung

Großadmiral Raeder drängte Adolf Hitler seit Oktober 1939 zur Besetzung Norwegens. Damit sollte Großbritannien, das Deutschland am 3. September 1939 den Krieg erklärt hatte, zuvorgekommen werden, welches dies früher oder später mit großer Wahrscheinlichkeit selbst tun würde. Am 10. November 1939 versuchte Raeder einen weiteren Vorstoß bei Hitler. Bei seinem Vortrag forderte er eine Forcierung der Belagerung Großbritanniens, was eine Umschreibung für den uneingeschränkten U-Boot-Krieg war. Raeder führte in diesem Zusammenhang aus, dass die Eroberung der niederländischen Küste für den U-Boot-Krieg keine Vorteile bringe, wohl aber Stützpunkte an der norwegischen Küste, die möglicherweise mit Hilfe sowjetischen Druckes erworben werden könnten; konkret nannte er Trondheim.

### Der Winterkrieg und die Folgen für Skandinavien
Die Situation der skandinavischen Staaten änderte sich schlagartig, als die Sowjetunion am 30. November 1939 den Winterkrieg gegen Finnland begann. Während die skandinavischen Staaten am 7. Dezember 1939 übereinkamen, in der Frage dieses Konfliktes strikte Neutralität wahren zu wollen, wollten die Westalliierten für die Unterstützung Finnlands mit Truppen und Gerät von Norwegen und Schweden die Gewährung freien Durchzugs verlangen. Favorisiert wurde die Route über Narvik, von dort mit der Eisenbahn über Kiruna, Gällivare nach dem Ostseehafen Luleå und von dort in Richtung Osten nach Finnland. Diese Vorhaben wurden durch den Friedensschluss zwischen Finnland und der Sowjetunion vom 13. März 1940 überflüssig und die Planung dafür eingestellt.

### Besuch des norwegischen Politikers Quisling in Berlin
Zur Vorbereitung der Okkupation Norwegens wurde im Dezember 1939 gezielt der ehemalige norwegische Kriegsminister (Staatsrat) Quisling nach Berlin eingeladen. Quisling war Parteiführer der unbedeutenden Nasjonal Samling, einer kleinen und wenig akzeptierten nationalsozialistischen Partei, zu der das Außenpolitische Amt der NSDAP unter Leitung des Reichsleiters Alfred Rosenberg vor dem Krieg Verbindung aufgenommen hatte. Am 12. Dezember 1939 wurde Quisling, nachdem er von Raeder bei einem Treffen instruiert worden war, von Hitler zu einer Begegnung empfangen. Quisling informierte Hitler einseitig, er glaube, dass die norwegische Regierung britischen Landungen und der Einrichtung von Stützpunkten eifrig zustimmen würde, andererseits vermittelte er Hitler den falschen Eindruck, das norwegische Volk werde einem deutschen Einmarsch als Schutz vor einer englisch-französischen Besetzung „nicht ohne Wohlwollen“ zusehen. Auch sein Argument von einer möglichen Landung der Engländer wurde stark angezweifelt. Dennoch gab Hitler dem Oberkommando der Wehrmacht, OKW, grünes Licht, einen möglichen Angriff auf Norwegen zu planen. Das erfolgte bereits ab Dezember 1939. Schwierig war nur einen geeigneten Grund dafür zu finden. Seit Anfang 1939 flossen Gelder aus unterschiedlichen Kassen nach Norwegen, um die Stimmung der Bevölkerung in eine für Deutschlands Zielstellung geeignete Richtung zu lenken.

### Altmark-Zwischenfall
Die Frage der norwegischen Neutralität, die Erwägungen über die Absichten Großbritanniens und Frankreichs und die deutschen Präventivüberlegungen erhielten Mitte Februar besondere Bedeutung durch den sogenannten Altmark-Zwischenfall. Die Altmark war ein mit lediglich zwei Fliegerabwehrmaschinengewehren bewaffnetes Trossschiff der Kriegsmarine, welches das deutsche Panzerschiff Admiral Graf Spee im Nord- und Südatlantik zu versorgen hatte. Die Altmark hatte 303 britische Seeleute an Bord, die von den Schiffen stammten, die die Admiral Graf Spee aufgebracht hatte. Unter Führung von Kapitän Dau war es der Altmark gelungen, die britische Seeblockade zu durchbrechen, und sie erreichte am 14. Februar 1940 nördlich von Trondheim die norwegischen Hoheitsgewässer. Die Altmark war zweifellos ein Hilfsschiff der deutschen Kriegsmarine, führte aber die Reichsflagge und galt aus deutscher Sicht nicht als Kriegsschiff, was von britischer Seite ganz anders beurteilt wurde. Am 14. Februar wurde die Altmark zweimal von zwei verschiedenen norwegischen Torpedobooten angehalten und oberflächlich kontrolliert. Es gab keine Beanstandungen, da die britischen Kriegsgefangenen nicht entdeckt wurden. Hiermit gab sich der Chef des Zweiten Norwegischen Seeverteidigungsabschnittes, Konteradmiral Tank-Nielsen, der von den britischen Internierten an Bord der Altmark wusste, nicht zufrieden. Er begab sich mit dem Torpedoboot Garm selbst zur Altmark und verlangte, das Schiff noch einmal untersuchen zu dürfen. Dies lehnte Kapitän Dau ab; sein Versuch, auf dem Funkweg die deutsche Botschaft in Oslo zu erreichen, wurde von den Norwegern verhindert. Immerhin gestattete der norwegische Admiral die Weiterfahrt unter dem Begleitschutz norwegischer Torpedoboote. Die Briten hatten vermutlich aufgrund des lebhaften Funkverkehrs die Altmark orten können. Gegen 14:50 Uhr wurde das deutsche Schiff von drei englischen Flugzeugen innerhalb der norwegischen Hoheitsgewässer entdeckt. Gegen 16:00 Uhr kamen auf der Höhe von Egersund drei britische Zerstörer in Sicht. Um der Kaperung zu entgehen, zog sich Kapitän Dau mit seinem Schiff in den teilweise vereisten Jøssingfjord zurück. Inzwischen hatten die norwegischen Torpedoboote Anweisung, sich längsseits der Altmark zu legen, um ein Entern des Schiffes durch die Briten zu verhindern. Der Befehl wurde indessen widerrufen, und die Norweger beschränkten sich den Briten gegenüber auf Protest. Eine halbe Stunde vor Mitternacht lief der britische Zerstörer Cossack in den Fjord ein, legte sich längsseits der Altmark und ließ diese durch ein Stoßtruppkommando entern. Bei der folgenden Schießerei kamen sieben deutsche Seeleute ums Leben. Die Cossack übernahm die britischen Kriegsgefangenen und kehrte mit ihnen nach England zurück. Dieses Ereignis war dann für die propagandistische deutsche Kriegsvorbereitung der geeignete Anlass.

### Berufung des Sonderstabes Gruppe XXI
Entsprechend der Annahme, dass sich die Briten militärische Vorteile in Norwegen durch Marine- und Luftstützpunkte zu verschaffen gedächten, befahl Hitler am 20. Februar 1940 den Kommandierenden General des XXI. Armeekorps, General Nikolaus von Falkenhorst, in die Reichskanzlei. Nachdem Hitler am 21. Februar von Falkenhorst in das beabsichtigte Norwegenunternehmen eingewiesen hatte, übertrug er ihm den Auftrag, das Unternehmen vorzubereiten. Für den Fall der Durchführung der Operation sollte der General das Kommando übernehmen. Im Anschluss wurde die Gruppe XXI gebildet und dem OKW unmittelbar unterstellt. Die Umgehung des Generalstabs des OKH bei Planung und Durchführung war ein Sonderfall und stand in Konflikt mit der üblichen Befehlskette. Der bereits in den eigenen Darstellungen vorweg genommene „erfolgreiche Ausgang“ des Unternehmens beflügelte Hitler in besserwisserischer und selbstherrlicher Weise das von ihm geführte OKW zu ähnlichen unorthodoxen Operationen im weiteren Verlauf des Krieges.

## Operative Idee
Angesichts der überwältigenden Überlegenheit der Royal Navy war für das Gelingen der Operation Weserübung die absolute Geheimhaltung aller Vorbereitungsmaßnahmen geradezu Bedingung. Um die gegnerischen Nachrichtendienste täuschen zu können, mussten auch die für die Durchführung des Unternehmens vorgesehenen Kriegsschiffbesatzungen, die Verbände des Heeres, der Luftwaffe und die Besatzungen der zur Versorgung benötigten Handelsschiffe über die wahren Absichten der deutschen Führung im Unklaren gelassen werden. Die Geheimhaltung ging so weit, dass man den Oberbefehlshaber der Luftwaffe, Hermann Göring, nicht informierte. Festgelegt war auch, dass sich die deutschen Einheiten der norwegischen Küste unter falscher Flagge zu nähern hatten. Die Grundüberlegung zielte darauf ab, der Unternehmung den Anschein einer friedlichen Besetzung zu geben, und zwar unter dem fadenscheinigen Vorwand, der Neutralität beider Länder bewaffneten Schutz durch Deutsche Streitkräfte zu geben. Entsprechende Forderungen sollten bei Beginn der militärischen Invasion den Regierungen Dänemarks und Norwegens auf diplomatischem Wege mitgeteilt werden. Das NS-Regime war der Überzeugung, dass der militärische und psychologische Druck, der sich durch die bereits in den beiden Ländern befindlichen deutschen Truppen ergäbe, aber auch die Drohung, weitere deutsche Protektorate zu errichten, ausreichen würden, um beide Länder zu einer schnellen Aufgabe zu bewegen. Im Falle Norwegens erwies sich die Durchführung einer „friedlich“ bemäntelten militärischen aber weitgehend kampflosen Besetzung als völlige Fehleinschätzung bzw. Wunschdenken der NS-Führung.
Das Kernstück der operativen Idee bestand daraus, durch überfallartige militärische Landungen mit Flugzeugen, von Kriegsschiffen, mit Luftlandetruppen und sonstigen Seefahrzeugen durch je eine Kampfgruppe an insgesamt sieben Landungsplätzen sowohl in Dänemark als auch in Norwegen an einem bestimmten Tag (dem Wesertag) im Schutze der Nacht zu einer bestimmten Zeit (der Weserzeit) gleichzeitig zuzuschlagen. Das betraf die vorgesehene schnelle Überwindung von militär-strategischen Stützpunkten sowie das Anlanden deutscher Einheiten im Schutz der Dunkelheit in mehreren Küstenbereichen. Dabei sollten die Vorauskommandos vor allem die Stellen zur Mobilmachung beider Länder lahmlegen. Eine weitere Operationsgruppe unter Führung des Luftattachés Eberhard Spiller sollte den König und die norwegische Regierung in seine Gewalt bringen. In Dänemark sollten auf dem Seewege Heereskampfgruppen bei Middelfart, Nyborg, Korsør, Kopenhagen und Gedser angelandet werden. Gleichzeitig sollten eine Infanterie-Division und ein durch Panzer verstärktes motorisiertes Schützen-Regiment die Grenze nach Dänemark in breiter Front überschreiten. Die Besetzung Dänemarks (Tarnbezeichnung Weserübung Süd) war nach übereinstimmender Einschätzung der Stabsoffiziere der drei Wehrmachtsteile hauptsächlich aus Gründen der Versorgung Voraussetzung für die erfolgreiche Besetzung Norwegens (Tarnbezeichnung Weserübung Nord). Getragen wurde die operative Idee von der der NS-Rassentheorie entsprungenen Konstruktion, dass mit den als „germanisch“ eingestuften Skandinaviern eine schnelle Übereinkunft erzielt werden könne, wenn man sie im Gegensatz zu den Slawen auf eine gemeinsame Stufe hebt. Generaloberst Keitel, der die militärische Planung verantwortete, bekundete sechs Jahre später, dass er „irgendwelche Schritte … in Bezug auf die Unmöglichkeit, jetzt diese Invasion in Norwegen und Dänemark strategisch zu überlegen und vorzubereiten, nicht angestellt habe und … es …den politischen Überlegungen überlassen habe.“
Die für die Besetzung Norwegens vorgesehenen Landeplätze Narvik, Trondheim, Bergen, Kristiansand, Egersund, Arendal und Oslo sollten von Kriegsschiffgruppen angelaufen werden. Vor dem 5. April waren bereits mehrere Frachtschiffe durch Deutschland in diesen Häfen platziert, die Waffen und militärisches Gerät an Bord hatten und mit dieser Ladung den norwegischen Zoll unterlaufen konnten. Am 5. April dann verließen bis zu 20 Truppen- und Transportschiffe Stettin in Richtung Dänemark und Norwegen. Die ersten von ihnen trafen bereits am 8. April im norwegischen Küstenbereich ein. Stavanger sollte zunächst mit Hilfe von Luftlandetruppen eingenommen und dann durch Heerestruppen, die von Handelsschiffen nachgeführt werden sollten, gesichert werden. Auftrag der Heerestruppen war es, die Städte vollständig zu besetzen, dort Schritte zur Mobilisierung zu verhindern und militärische Stützpunkte einzunehmen. Da die Norweger über eine Milizarmee verfügten, sollte als nächstes Ziel die Inbesitznahme der in der Nähe befindlichen Ausbildungslager (Übungsplätze) des norwegischen Heeres erfolgen, da diese Einrichtungen zugleich Mobilisierungszentren waren.

## Durchführung der Unternehmung

### Noten der deutschen Reichsregierung an Dänemark und Norwegen
Nachdem bereits die Invasion beider Länder begonnen hatte, erfolgte weisungsgemäß am 9. April 1940 um 5.00 Uhr die Mitteilung des deutschen Gesandten in Kopenhagen und in Oslo an das jeweilige Außenministerium, dass ein sofortiges Gespräch erforderlich sei. Nach den gegebenen Instruktionen und nur den handelnden Personen bekannt, durfte mit diesem Schritt nicht vor 5.00 Uhr begonnen werden. Inzwischen hatten sich die Kriegsschiffe der deutschen Kriegsmarine unter fremder Flagge bereits den Hoheitsgewässern beider Staaten genähert oder befanden sich schon im Land. Um 5.20 Uhr fand diese Unterredung statt, bei der ein deutsches Memorandum verlesen wurde. Zu diesem Zeitpunkt befanden sich jedoch bereits deutsche Truppen ohne Kriegserklärung auf dänischem und norwegischem Territorium. Im Oslofjord war es sogar schon um 0.53 Uhr zu Feuergefechten zwischen deutschen und norwegischen Einheiten gekommen. In gleichlautenden Noten an die dänische und die norwegische Regierung erklärte die deutsche Regierung durch Außenminister Joachim von Ribbentrop am 9. April, ihr militärisches Vorgehen sei allein dazu bestimmt, einem Angriff der Westmächte auf die beiden Länder zuvorzukommen. Sie könne es „unter keinen Umständen dulden, dass Skandinavien von den Westmächten zum Kriegsschauplatz gegen Deutschland gemacht werde“. Die deutschen Truppen kämen „nicht in feindseliger Gesinnung“ obwohl schon vor der Verlesung in beiden Ländern Schusswechsel stattgefunden hatten. Beide Regierungen wurden aufgefordert, den deutschen Maßnahmen keinen Widerstand entgegenzusetzen. Dänemark beugte sich unter Protest den deutschen Forderungen und konnte so gewährleisten, dass die Regierung bis zur Verhängung des Ausnahmezustandes durch die deutschen Besatzungsbehörden am 29. August 1943 im Amt blieb und die dänischen staatlichen Strukturen im Wesentlichen erhalten blieben. König Christian X. blieb im Land. Deutlich wurde in diesen Tagen, dass Norwegen sich bereits mit der drohenden Situation für ihr Land vertraut gemacht hatte und erste Vorkehrungen getroffen hatte.

### Besetzung Dänemarks

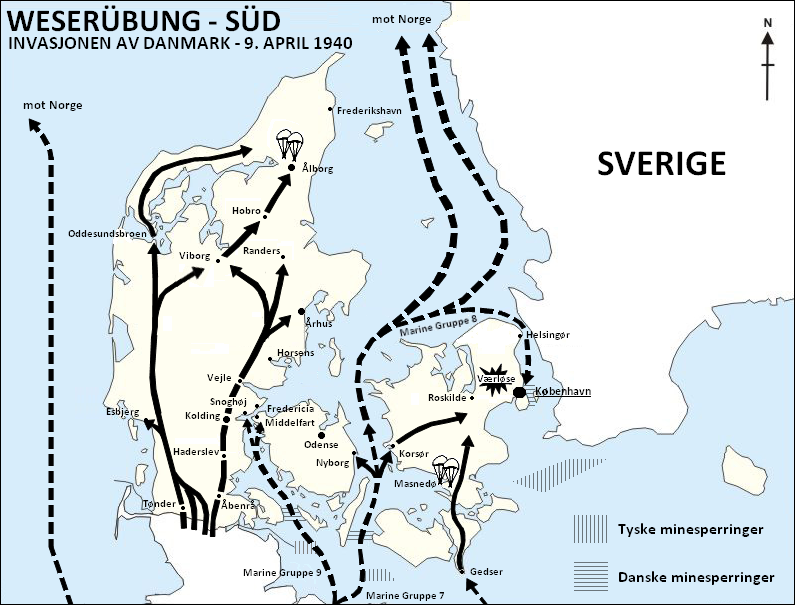
Dänemark

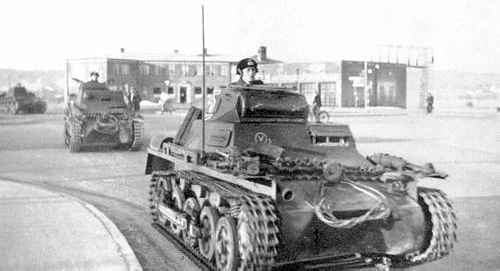
Deutscher Panzerkampfwagen I in Apenrade, Dänemark, 9. April 1940

Bereits im März 1940 lagen dem dänischen Generalstab erste, noch unzusammenhängende Informationen über eine geplante deutsche Invasion vor. Zum Teil mit Verweis auf die bestehenden deutsch-dänischen Handelsbeziehungen und den 1939 abgeschlossenen Nichtangriffsvertrag schienen diese Signale nicht sehr konsequent weiterverfolgt worden zu sein. Weitere konkrete Hinweise erhielt Dänemark über Oberst Hans Oster vom Amt Ausland/Abwehr des OKW (Oberkommando der Wehrmacht), der am 4. April 1940 Einzelheiten der geplanten Operation an den niederländischen Militärattaché, Major Bert Sas, übermittelte. Dieser gab sein Wissen unverzüglich an den dänischen Marineattaché, Fregattenkapitän Frits A. Kjølsen sowie an norwegische und britische Diplomaten weiter. König Christian X. und die dänische Regierung wurden im Verlauf des folgenden Tages darüber informiert. Auch der dänische Heeresnachrichtendienst war durch seine Agenten in Norddeutschland über deutsche Truppenkonzentrationen informiert und gab diese Informationen an die Regierung weiter. Diese Nachrichten wurden jedoch von den Regierungen der betroffenen Staaten wenig ernst genommen. Am 7. April trafen der Diplomat Oskar Schlitter als Sondergesandter des deutschen Auswärtigen Amts und der eigentliche Generalmajor als Tarnung Oberregierungsrat Kurt Himer unter der Legende eines zivilen diplomatischen Mitarbeiters in der deutschen Botschaft in Kopenhagen ein. Sie sollten die diplomatischen Schritte der militärischen Intervention abwickeln. Hartwig Pohlmann hatte in der gleichen Konstellation den Weg nach Oslo gemacht.
Am 8. April meldete der dänische Heeresnachrichtendienst eine deutsche motorisierte Marschkolonne, deren Spitze sich in 1,5 Kilometern Entfernung von der Grenzlinie befinde. Daraufhin setzte sich im dänischen Kabinett die Gewissheit des bevorstehenden Angriffs durch. Die Regierung sah zur Vermeidung von Panik von einer Information der Bevölkerung ab und ordnete nur kleinere eigene Truppenbewegungen auf Jütland an, um den Deutschen keinen Angriffsvorwand zu geben. Im Tagesverlauf wurden alle Truppen in Jütland und Seeland in erhöhte Stufen der Alarmbereitschaft versetzt, dies wurde aber zum Abend zum Teil wieder aufgehoben. Im Alarmzustand verblieben ein Bataillon (drei Fahrrad- und eine Motorradkompanie) und eine Panzerabwehrkompanie in Søgård, ein mit schweren Waffen ausgestattetes Infanteriebataillon und eine Artilleriebatterie in Haderslev und die Pionierunteroffiziersschule in Tønder. Diese Einheiten umfassten rund 1800 Mann. Insgesamt war das dänische Militär auf Jütland rund 7000 Mann stark.
Um 23 Uhr am 8. April informierten Himer, Schlitter und der Luftwaffenattaché Oberst Jens Peter Petersen den deutschen Botschafter Cécil von Renthe-Fink über das von ihm erwartete Verhalten während der bevorstehenden Militäraktion. Dabei übergab Himer das Deutsche Memorandum, das dem Außenminister am kommenden Morgen verlesen werden sollte und die Weisung für das Verhalten des diplomatischen Geschäftsträgers.
Zu einem ersten Kontakt zwischen dänischem und deutschem Militär kam es am 9. April um 4 Uhr dänischer Zeit. Zu diesem Zeitpunkt passierte der deutsche Truppentransporter Hansestadt Danzig mit einem eingeschifften Infanteriebataillon die Festungsinsel Middelgrundsfortet vor der Hafeneinfahrt von Kopenhagen. Die Wachmannschaft rief das Schiff an, das nicht antwortete, und war danach nicht in der Lage, einen Warnschuss abzugeben. Um 4:20 Uhr legte das Transportschiff an der Langelinie, dem zentralen Schiffskai nahe dem Kastell von Kopenhagen, an und begann mit der Anlandung der Soldaten. Diese mussten lediglich das Nordtor des Kastells sprengen, da das südliche aus Unachtsamkeit offen gelassen worden war. Im Handstreich und ohne größere Kampfhandlungen wurde das Kastell bis kurz vor 5 Uhr besetzt. Etwa um 5:10 Uhr begannen die deutschen Soldaten mit der Entsendung von Streifen in das Stadtgebiet von Kopenhagen, von denen eine Generalstabschef Ebbe Gørtz gefangen nahm. Die dänischen Truppen in der Stadt waren inzwischen auf die Lage aufmerksam geworden und versuchten vor allem, Schloss Amalienborg abzuschirmen. Die entsprechende Verstärkung traf auf die deutschen Streifen, so dass sich ab 5:40 Uhr Gefechte entwickelten, bei denen drei dänische Soldaten verwundet wurden.
Ebenfalls um 4 Uhr dänischer Zeit ersuchte Renthe-Fink beim dänischen Außenminister Peter Rochegune Munch um eine sofortige Unterredung, die um 4:20 Uhr erfolgte. Dabei überreichte der Botschafter im Beisein des deutschen Luftwaffenattachés Petersen als Dolmetscher ein deutsches Memorandum, das die Besetzung Dänemarks zur Verhinderung einer englisch-französischen Anlandung verkündete. Dänemark wurde die territoriale Integrität und politische Unabhängigkeit versprochen. Die Deutschen stellten ein Ultimatum, nach dem die dänische Regierung bis 5:30 Uhr der Besetzung zustimmen sollte. Munch suchte daraufhin nach kurzem verbalem Protest kurz nach 5 Uhr zusammen mit anderen Regierungsmitgliedern König Christian auf Schloss Amalienborg auf. Um 5:10 Uhr zog die deutsche Gesandtschaft die Reichskriegsflagge auf.
Ohne Kriegserklärung überschritten deutsche Einheiten der 170. Infanterie-Division (ID) und der 11. Schützenbrigade (mot.) um 4:15 Uhr die Landgrenze in Südjütland an sieben Stellen. Sie gingen dabei in einer Gliederung aus Pionierstoßtrupps vor, denen Panzer und motorisierte Infanterie folgten. Dem diensthabenden Hauptmann der Grenzstation Kruså gelang die sofortige telefonische Alarmierung des Militärstützpunkts Søgård. Die dortige Truppe rückte mit 655 Mann aus und bezog Stellung zum Sperren der nach Norden führenden Landstraßen. Etwa von 4:50 Uhr begannen auf Jütland Schusswechsel zwischen den dänischen Verteidigern und den deutschen Angreifern. Den Dänen gelang dabei aber nur eine geringfügige Verlangsamung ihrer Gegner. Um 7 Uhr richtete die 170. ID ihren Gefechtsstand in Aabenraa ein, während ihre Spitzen bereits 40 Kilometer nördlich bei Haderslev im Kampf standen.
Um 4:25 Uhr landeten Teile der 198. Infanterie-Division in den nicht militärisch bewachten Häfen Middelfart, Nyborg, Korsør und Assens. In Gedser nutzte ein deutscher Trupp die regulär verkehrende Fähre aus Warnemünde zur Anlandung. Um 4:35 Uhr sprangen deutsche Fallschirmjäger südlich von Vordingborg ab und besetzten die Brücke Storstrømsbroen. Wenig später erfolgte ein weiterer Absprung deutscher Fallschirmjäger zur Besetzung des Flughafens Aalborg.

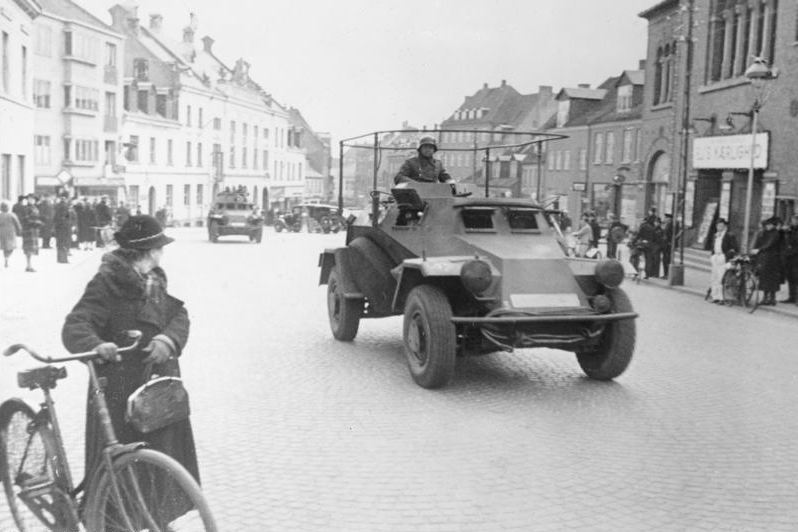
Deutscher Panzerspähwagen in Viborg (Jütland)

Um 5:30 Uhr, mit Ablaufen des Ultimatums, bombardierten deutsche Flugzeuge den Militärflugplatz Værløse. Dabei wurde ein dänisches Aufklärungsflugzeug abgeschossen und am Boden wurden 11 Flugzeuge zerstört und 14 beschädigt. Damit waren alle dänischen Heeresflieger ausgeschaltet. Kurze Zeit später unternahmen weitere deutsche Militärflugzeuge Flüge zur Demonstration militärischer Stärke über Kopenhagen.
Um 5:45 Uhr begann die Krisensitzung der Kabinettsmitglieder bei König Christian. Bis auf General William Wain Prior befürworteten alle Anwesenden die Kapitulation. Verteidigungsminister Alsing Andersen erklärte sich bereit, die politische Verantwortung dafür zu übernehmen. Um 6 Uhr befahl der Adjutant des Königs den Truppen rund um das Schloss, dessen Verteidigung aufzugeben. Um 6:20 Uhr befahl das Verteidigungsministerium allen Truppen offiziell die Einstellung des Widerstands. Etwa um 7 Uhr erreichte dieser Befehl die letzten kämpfenden Einheiten. Auf deutscher Seite erhielten die Besatzer des Kastells um 6:50 Uhr den Befehl, die Sicherung um das Gebäude einzuziehen und die gefangenen dänischen Offiziere und Polizisten mit ihren Waffen freizulassen.

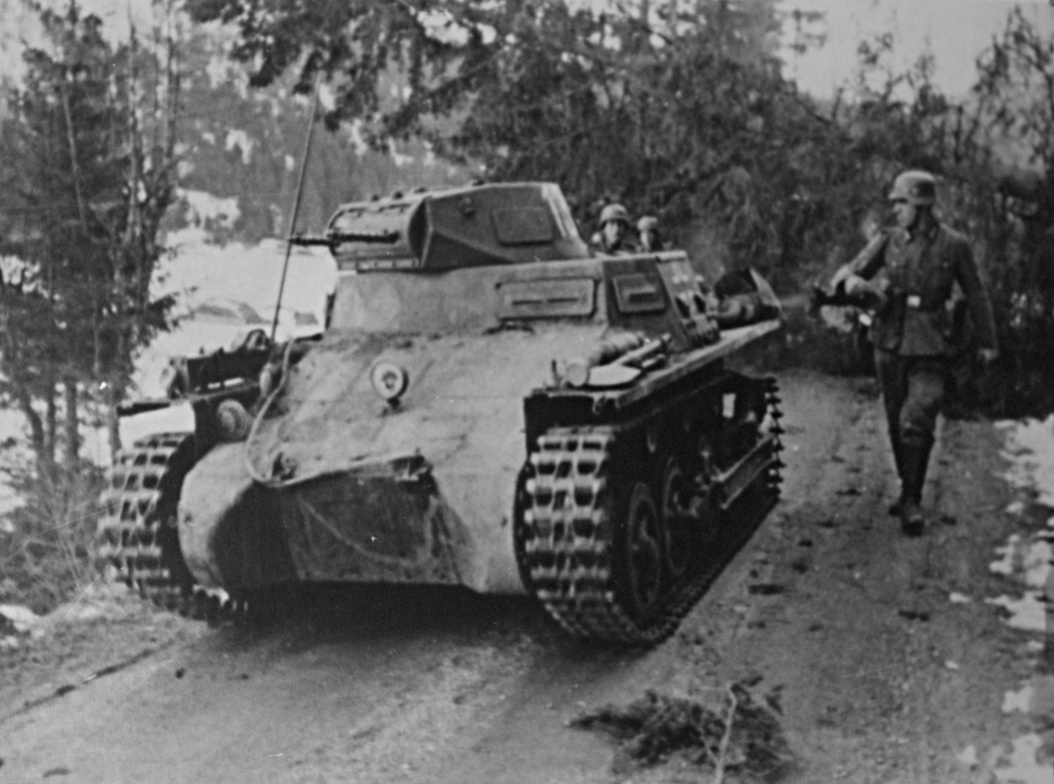
PzKpfW I in Norwegen während des Unternehmens Weserübung

Teile der Garnison von Roskilde marschierten durch Sjælland nach Helsingør und setzten mit einer requirierten Fähre nach Schweden über, da ihr Kommandeur annahm, Schweden sei ebenfalls angegriffen worden. Die Garnison von Tønder (Tondern) legte auf ihrem Rückzug nach Norden improvisierte Straßensperren an.
Während der Besetzung Dänemarks fielen 17 dänische und 20 deutsche Soldaten.
Am Abend des 9. April war Dänemark vollständig besetzt. Bereits an diesem Tag nutzte die Wehrmacht das dänische Eisenbahnnetz und die Flugplätze in Jütland zur Versorgung und Unterstützung der deutschen in Norwegen angelandeten Truppen. Um die Häfen Skagen, Hirtshals und Frederikshavn richtete die Wehrmacht sich zur Abwehr möglicher britischer Landungsversuche ein. Die „Operation Weserübung Süd“ war damit am 10. April erfolgreich abgeschlossen.
Dänemark hatte vom Tag der Besatzung bis zum 5. November 1942 eine besondere Stellung unter den von Deutschland besetzten Ländern (an diesem Tag wurde Werner Best Reichsbevollmächtigter in Dänemark).
Die dänische Regierung war entschlossen, die Verhältnisse im Land selbst zu regeln. Das NS-Regime beließ König, Regierung, Parlament, Verwaltung, Armee und Marine unangetastet. Das nach dem Ersten Weltkrieg aufgrund einer Volksabstimmung 1920 von Deutschland abgetrennte Nordschleswig blieb ebenfalls dänisch. Am 23. März 1943 fanden turnusmäßig die Wahlen zum Folketing statt, bei denen die Sozialdemokraten mit Abstand die stärkste Partei wurden. Die Dänische Nationalsozialistische Arbeiterpartei erhielt 2,1 % der Stimmen.
In Dänemark unvergessen ist die Rettung der dänischen Juden im Oktober 1943. 

### Invasion Norwegens

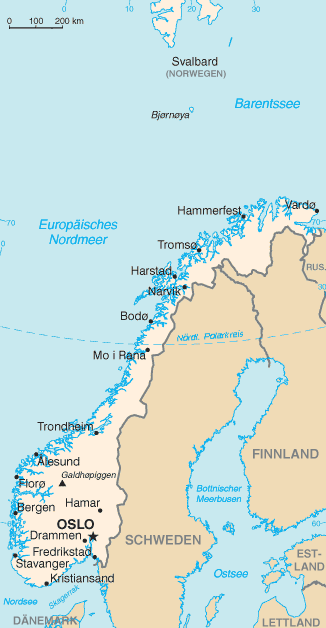
Norwegen

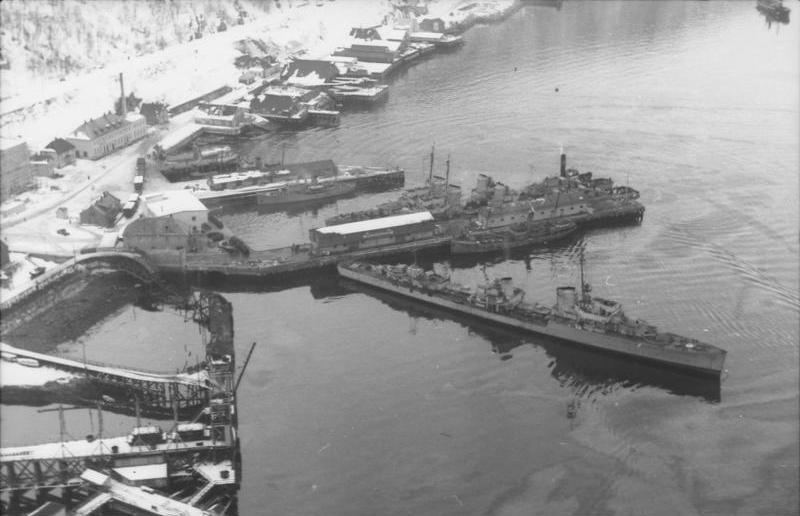
Die deutschen Zerstörer Diether von Roeder und Wolfgang Zenker im Hafen von Narvik

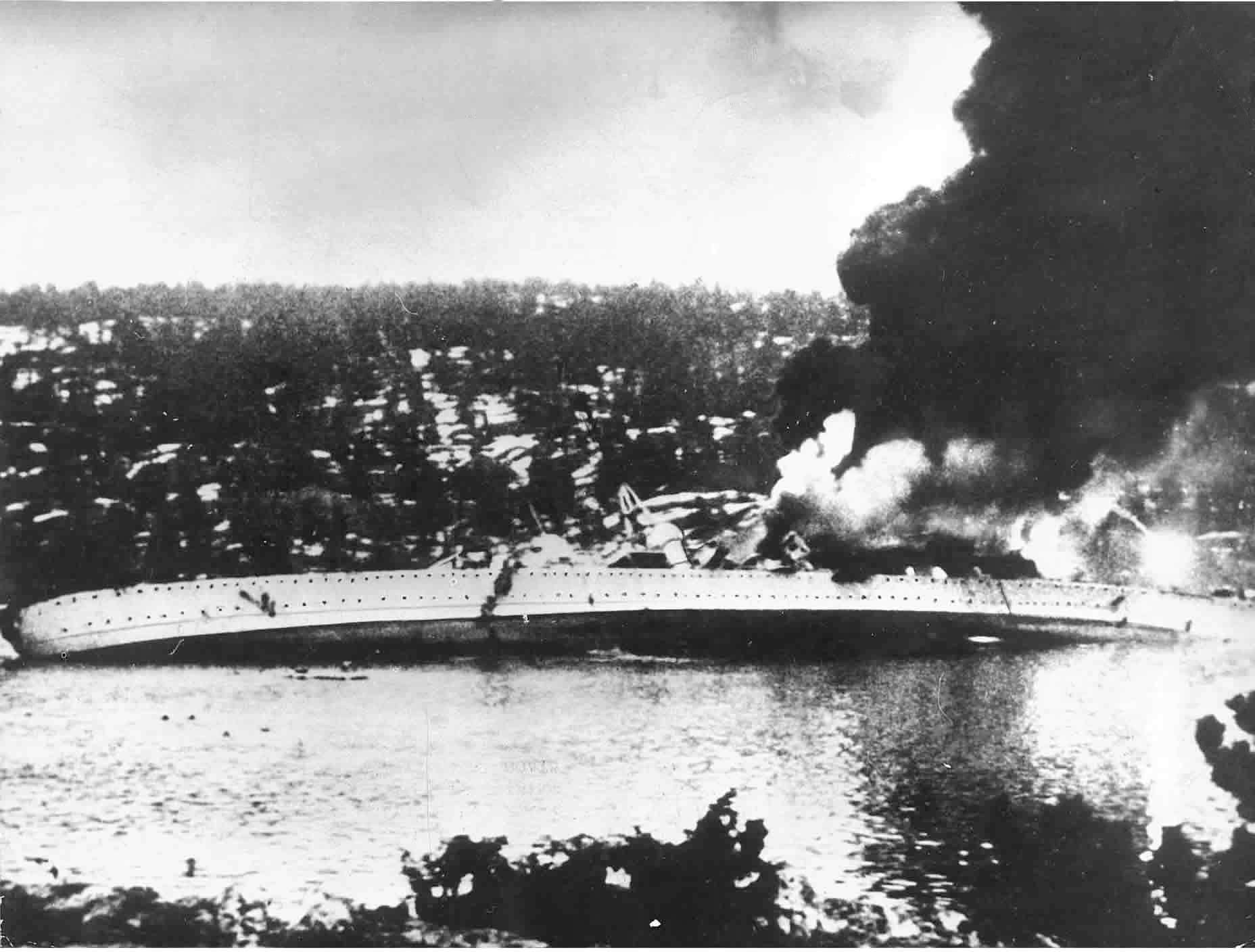
Der brennende deutsche Schwere Kreuzer Blücher kentert im Oslofjord

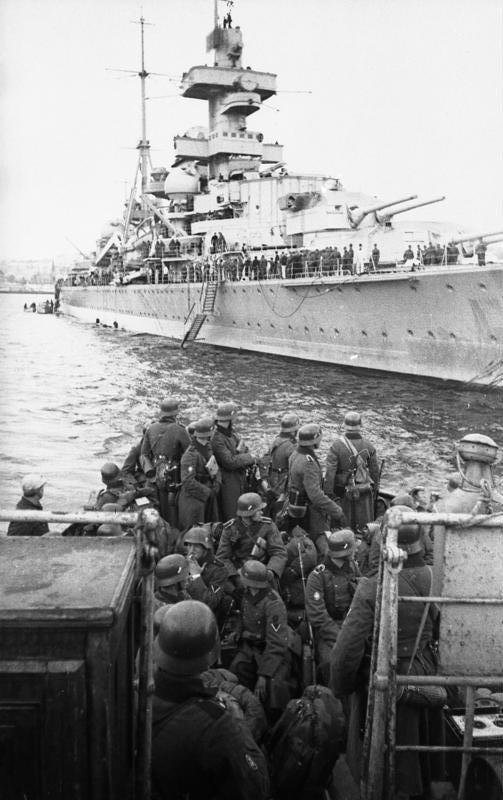
Der Schwere Kreuzer Admiral Hipper bei der Besetzung Norwegens, vermutlich beim Anlanden der Truppen in Trondheim

Die Einweisung und Einbeziehung der deutschen Gesandtschaft in die geplante Okkupation Norwegens erfolgte analog zum Vorgehen in Kopenhagen. Bereits am 8. April 1940 weilte als getarnter Handlungsreisender der Operationsoffizier der Gruppe XXI, Oberstleutnant Hartwig Pohlmann in Oslo. Hier übergab er mehrere Anweisungen, die darin bestanden, dass der für Schweden zuständige, aber in Oslo weilende Militärattaché Bruno von Uthmann sofort Norwegen zu verlassen habe. Der für Norwegen verantwortliche Luftattaché Eberhard Spiller erhielt den Auftrag, sich am kommenden Tag einer deutschen Luftlandeeinheit anzuschließen hat, die den Auftrag hatte, den norwegischen König in Gewahrsam zu nehmen, was am 10. April scheiterte und den Luftattaché Spiller tödlich verletzte, und der Marineattaché Richard Schreiber zur Einweisung des Leiters der deutschen Gesandtschaft in die konkreten militärischen Schritte um 23.00 Uhr in der diplomatischen Mission erwartet wird. Hier unterwies dann Pohlmann zu diesem Zeitpunkt, im Beisein des Missionschefs Curt Bräuer, die Anwesenden in den konkreten Ablauf der militärischen Besetzung Norwegens und übergab das von ihm mitgeführte versiegelte „Deutsche Memorandum“, Das Memorandum wurde entsiegelt und die Vorgehensweise für den kommenden Tag anhand der beigefügten Instruktionen (Weisung) besprochen.
Der Gesandte Bräuer wurde angewiesen, am 9. April 1940 um 05.00 Uhr den norwegischen Außenminister Halvdan Koht anzurufen und um einen dringenden Gesprächstermin zu bitten. Dessen Rückantwort war, dass er den deutschen Vertreter bereits erwarte. Nach dem Eintreffen der Gruppe im norwegischen Außenministerium, verlas Bräuer gegen 5.20 Uhr das „Deutsche Memorandum“, dabei hatte er jedoch den Eindruck, dass die Norweger bereits über den Überfall und die beginnende deutsche Okkupation im Bilde waren. Nur der Umfang der deutschen Besetzungsaktion war noch nicht bekannt. Nach der Verlesung antwortete Koht sinngemäß mit Adolf Hitlers Worten, angelehnt an dessen Verlautbarung zur deutschen Besetzung der Tschechoslowakei, dass ein Volk keine Existenzberechtigung besäße, wenn es fremder Gewalt keinen Widerstand entgegensetze. Nach einer kurzen Sitzung des norwegischen Kabinetts erhielt Bräuer als Antwort auf die im Memorandum geforderte kampflose Übergabe des Landes: „Wir beugen uns freiwillig nicht, der Kampf ist bereits im Gange.“
Auch der deutsche Überfall auf Norwegen erfolgte ohne vorherige Kriegserklärung. Zuvor hatten sich die deutschen Kampfverbände unter Setzung einer falschen Flagge den norwegischen Hoheitsgewässern genähert. Erste Kampfhandlungen fanden am 8. April 1940 ab vor Mitternacht im Raum Bergen und in der Oslo-Bucht statt. Für die geplante Invasion Norwegens hatte die Seekriegsleitung fünf Kriegsschiffgruppen zusammengestellt. Spätestens um zwei Uhr nachts traf bei der norwegischen Regierung die Nachricht ein, dass 5 deutsche Kriegsschiffe Bergen passiert hatten.
Die für Narvik bestimmte Kriegsschiffgruppe 1 bestand aus zehn Zerstörern. Am 6. April 1940 bunkerten sie an der Columbuskaje. Bei Anbruch der Dämmerung kamen auf jeden Zerstörer 200 Gebirgsjäger des Gebirgsjägerregiments 139, die mit Motorradgespannen, großen Mengen Reserveproviant und ausreichend Munition ausgerüstet waren. Ebenfalls eingeschifft waren Oberst Alois Windisch und der Stab der 3. Gebirgs-Division unter Generalmajor Eduard Dietl. Um 23:30 Uhr legte der neue Z 13 Erich Koellner als achter Zerstörer ab. Über seinen Marsch und Einsatz berichtete Kapitänleutnant Heye, Leitender Ingenieur auf dem Z 13.
Die für Trondheim bestimmte Kriegsschiffgruppe 2 bestand aus dem Schweren Kreuzer Admiral Hipper und vier Zerstörern. Die Kriegsschiffgruppen 1 und 2 nahmen am 7. April 1940 um 3:00 Uhr unter dem Schutz der Schlachtschiffe Gneisenau und Scharnhorst aus der Deutschen Bucht gemeinsame Fahrt nach Norden auf. Es war der größte Flottenverband, den die Kriegsmarine im Verlauf des Zweiten Weltkrieges für eine offensive Operation jemals zusammenstellte.
Um 14:30 Uhr wurde der Verband von zwölf Wellington-Bombern erfolglos angegriffen. Noch am 7. April 1940 ging bei der Gruppe XXI die Meldung ein, dass der Flottenverband der Narvik-Trondheim-Gruppen von einem britischen Aufklärungsflugzeug erfasst und dessen Kurs zutreffend angegeben worden war. In der Nacht vom 7. auf den 8. April durchbrachen die Kampfgruppen den Bereich der Vikingbank und Bergen nach Norden. In dieser Nacht frischte der Wind aus Südwest erheblich auf und erreichte Windstärke 9. Da die Zerstörer bei dem hohen Seegang die Geschwindigkeit von 26 Knoten nicht halten konnten, riss in der Nacht die Verbindung zu neun Zerstörern ab. Zehn Soldaten fielen über Bord und starben.

#### Narvik
Die Kriegsschiffgruppe 1 erreichte planmäßig zur Weserzeit Narvik. Die Küstenpanzerschiffe Eidsvold und Norge, deren Kommandanten Widerstand leisteten, wurden vor und im Hafen von Narvik von den Zerstörern Z 21 Wilhelm Heidkamp (3. Zerstörerflottille und Flaggschiff der Kriegsschiffgruppe 1) und Z 11 Bernd von Arnim (4. Zerstörerflottille) torpediert und versenkt. Der Standortkommandant von Narvik, Oberst Sundlo, übergab die Stadt ohne Gegenwehr. Für den Führer der Zerstörer, Kommodore Friedrich Bonte, stellte sich das Problem des Rückmarsches, weil von den zwei vorgesehenen Tankern nur die Jan Wellem Narvik erreicht hatte. Die Ladung des Tankers war zwar ausreichend, doch war die Ölübernahme so zeitraubend, dass die gemäß Operationsbefehl vorgesehene Auslaufzeit am Abend des 9. April 1940 nicht eingehalten werden konnte. Am Morgen des 10. April drang eine britische Zerstörer-Flottille bis zum Hafen vor Narvik vor und versenkte zwei der deutschen Zerstörer, Z 21 Wilhelm Heidkamp und Z 22 Anton Schmitt, ein Schiff der 3. Zerstörerflottille unter Fregattenkapitän Gadow. Kommodore Bonte auf der Wilhelm Heidkamp fand dabei den Tod. Bei ihrem Rückzug stießen die britischen Schiffe auf erneute Gegenwehr in Form der von Fregattenkapitän Erich Bey geführten 4. Zerstörerflottille und verloren dabei ihr Führungsschiff, den Flottillenführer Hardy, und den Zerstörer Hunter.
Die Schlachtschiffe Scharnhorst und Gneisenau übernahmen die Fernsicherung der Invasion Narviks auf See und trafen dabei auf den britischen Schlachtkreuzer Renown. Die Gneisenau erhielt bei dem kurzen Gefecht einen Volltreffer in den Artillerieleitstand auf der Vormarsplattform. Die deutschen Schiffe brachen den Kampf ab und kehrten einige Tage später nach Wilhelmshaven zurück.
Am 13. April 1940 kam es vor Narvik zu einem erneuten Gefecht mit einem britischen Flottenverband unter Führung von Vice-Admiral Whitworth, als das britische Schlachtschiff Warspite mit den Zerstörern Icarus, Hero, Foxhound, Kimberley, Forester, Bedouin, Punjabi, Eskimo und Cossack zu den Liegeplätzen der deutschen Schiffe im Fjord von Narvik vordrang. Im Verlauf des Gefechts versenkten die Warspite, die Bedouin und die Eskimo die Erich Koellner (4. Zerstörerflottille), während die Cossack und die Foxhound die Erich Giese (4. Zerstörerflottille) versenkten. Die Hero torpedierte die Hans Lüdemann (3. Zerstörerflottille). Die übrigen deutschen Zerstörer wurden nach Erschöpfung ihrer Treibstoff- und Munitionsvorräte von ihren Besatzungen entweder auf Grund gesetzt oder selbst versenkt. Dabei wurden die Schiffbrüchigen der Erich Giese, die sich im Wasser befanden, beschossen. Auch einige der britischen Zerstörer wurden zum Teil erheblich beschädigt, jedoch keiner wurde versenkt. Die Punjabi erhielt Artillerietreffer und die Eskimo verlor ihr Vorschiff durch einen Torpedotreffer von der Georg Thiele (1. Zerstörerflottille). Die Cossack wurde durch Artillerietreffer der Dieter von Roeder (3. Zerstörerflottille) und das Auflaufen auf ein Wrack stark beschädigt.
Das Bordflugzeug der Warspite, ein Fairey-Swordfish-Schwimmerflugzeug, versenkte das deutsche U-Boot U 64. Ein Angriff von U 25 gegen den britischen Verband am 13. April 1940 sowie ein weiterer Angriff von U 25 und U 48 im Vestfjord gegen die Warspite am 14. April 1940 schlugen wegen Torpedoversagern fehl.
Am 14. April 1940 versenkte der Schwere Kreuzer Suffolk nordwestlich von Bodø den deutschen Versorgungstanker Skagerrak.

#### Trondheim
Auf dem Marsch nach Norden versenkte der Schwere Kreuzer Admiral Hipper am Morgen des 8. April den britischen Zerstörer Glowworm. Durch Rammstoß hatte dieser die Admiral Hipper noch schwer am Bug beschädigt.
Die Kriegsschiffgruppe 2 unter Kapitän zur See Hellmuth Heye drang planmäßig in den zum Hafen von Trondheim führenden Fjord ein. Dem Kommandeur des Gebirgsjäger-Regiments 138, Oberst Weiß, gelang es mit etwa 100 Gebirgsjägern, Trondheim zu besetzen. In Trondheim selbst befanden sich kaum norwegische Truppen.

#### Bergen und Stavanger
Die Kriegsschiffgruppe 3 hatte den Auftrag, rund 1900 Mann Heerestruppen und Marineartillerie-Einheiten nach Bergen zu bringen. Am Vortag des Unternehmens wurde der Transportdampfer Rio de Janeiro von dem unter britischen Kommando stehenden polnischen U-Boot Orzel versenkt. Aus Gesprächen mit den Überlebenden, die teilweise in deutschen Heeresuniformen steckten, erkannten die Norweger die Gefahr und trafen in der Nacht zum 9. April Abwehrmaßnahmen. Der Befehlshaber der Kriegsschiffgruppe 3 und Befehlshaber der Aufklärungsstreitkräfte, Konteradmiral Hubert Schmundt, erreichte im Schutz von dichtem Nebel die Einfahrt nach Bergen unbehelligt. Als am 9. April 1940 um 0:00 Uhr die norwegischen Außenfeuer gelöscht wurden, war für Schmundt klar, dass das Überraschungsmoment verloren war. Um 5:15 Uhr Weserzeit steuerte der Verband in den Byfjord ein und geriet in den Wirkungsbereich der Küstenbatterien bei Kvarven. Das Artillerieschulschiff Bremse und der Leichte Kreuzer Königsberg erhielten Treffer, und auf dem Schnellbootbegleitschiff Carl Peters wurden einige Heeressoldaten bei einem Treffer in den Mast durch Splitter getötet oder verwundet. Bergen selbst konnte kampflos besetzt werden; bald darauf wurden auch die dortigen Küstenbatterien von deutschen Truppen eingenommen.
In Stavanger wurde durch einen Angriff von Ju 87 Sturzkampfbombern der III./KG4 das norwegische Torpedoboot Æger, das zuvor den deutschen Nachschubfrachter Roda versenkt hatte, so schwer beschädigt, dass es aufgegeben werden musste.
Die 8. und 9. Staffel des Kampfgeschwaders 4 konnten zwei Bataillone des Infanterieregiments 193, eine Kompanie Fallschirmjäger, sowie Flak- und Versorgungseinrichtungen auf dem Luftweg nach Stavanger bringen und dort absetzten.

#### Kristiansand, Egersund, Arendal
Vier Boote der 2. Minensuchflottille (unter dem Kommando von Korvettenkapitän Kurt Thoma) mit einer Radfahrkompanie an Bord eroberten Egersund planmäßig, um die dortige Kabelstation einzunehmen, wo sie auf keinen Widerstand stießen. Wegen dichten Nebels konnte die Kriegsschiffgruppe 4 unter Kapitän zur See Friedrich Rieve nicht den Naturhafen von Kristiansand anlaufen. Als es um 6:00 Uhr, 45 Minuten nach Weserzeit, einigermaßen aufklarte, versuchte der Verband, in die Fjordeinfahrt einzulaufen. Drei Angriffsversuche scheiterten am Abwehrfeuer der dem Hafen vorgelagerten Küstenbefestigungen auf dem Felsen Odderøy und der Küstenbatterie Gleodden. Der zufällig vor Kristiansand liegende deutsche Frachter Seattle geriet in das Kreuzfeuer von Angreifern und Verteidigern, wurde in Brand geschossen und sank später. Erst gegen 11:00 Uhr gelang den kleineren Einheiten unter Feuerschutz des Leichten Kreuzers Karlsruhe der Einbruch in den Hafen. Stadt und Küstenbatterien wurden von den deutschen Truppen eingenommen. Die beiden im Hafen liegenden norwegischen Torpedoboote Gyller und Odin der Sleipner-Klasse und eine Anzahl weiterer Schiffe fielen dabei unbeschädigt in deutsche Hand. Zwei im Hafen liegende norwegische U-Boote, B 2 und B 3, wurden durch Herausnehmen der Drucklager fahruntüchtig gemacht. Das deutsche Torpedoboot Greif lief Arendal an und setzte dort die Radfahrkompanie 234 an Land. Ohne auf Widerstand zu stoßen, wurde Arendal eingenommen und gesichert. Auf dem Rückmarsch erhielt die Karlsruhe am Abend des 9. April durch das britische U-Boot Truant einen Torpedotreffer, der sie so schwer beschädigte, dass sie nach der Abbergung der Besatzung nahe der Kristiansand vorgelagerten Insel Oksøy durch zwei Torpedos der Greif versenkt werden musste.

#### Oslo

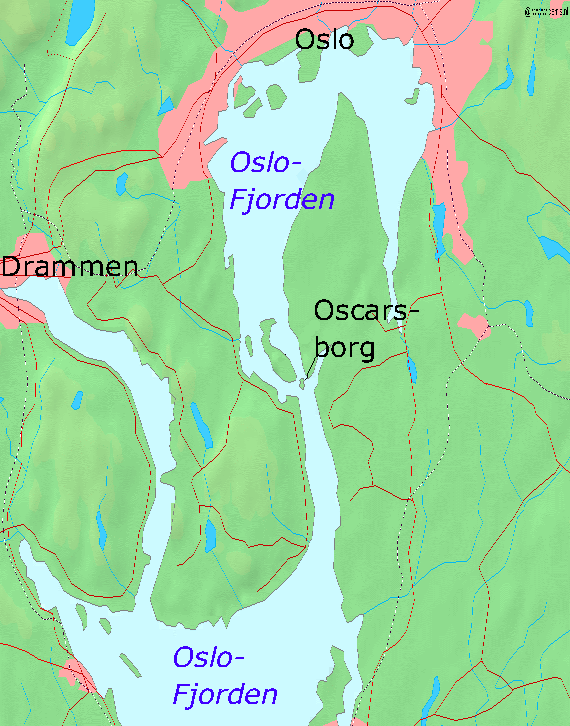
Oslofjord mit Festung Oscarsborg

Das Landeunternehmen in Oslo war für das Gelingen der Gesamtoperation im Sinne einer sogenannten „friedlichen“ Besetzung von zentraler Bedeutung. Die Erfüllung der deutschen Forderungen auf dem Verhandlungswege setzte voraus, dass durch rasche Inhaftierung der norwegische König und dessen Regierung als Faustpfand in deutschen Gewahrsam geraten sollten. Die Besetzung von Oslo durch die 163. Infanterie-Division (Kommandeur: Generalmajor Erwin Engelbrecht) wurde deshalb nicht nur von See her geplant, sondern gleichzeitig – sofern die Wetterlage dies zuließ – auf dem Luftwege. Nach Einnahme des Flughafens Oslo-Fornebu durch das I./Fallschirmregiment 1 sollten dort mit der 1. Lufttransportstaffel zwei Bataillone des Infanterieregiments 324 und eine Pionierkompanie gelandet werden, um so eine Ausgangsstellung für die Inbesitznahme von Oslo zu gewinnen.
Die Kriegsschiffgruppe 5 war unter Prestigeaspekten zusammengestellt worden. Zum Durchbruch durch den gut 100 Kilometer langen Oslofjord waren die schweren Einheiten allerdings wenig geeignet, weil es in dem engen Fahrwasser wenig Ausweichmöglichkeiten gibt. Der Kampfverband wurde am 9. April 1940 gegen 0:00 Uhr beim Passieren der Küstenbefestigungen auf Bolærne und Rauøy von Scheinwerfern erfasst. Kurze Zeit darauf hatten die Norweger die Leuchtfeuer am und im Fjord gelöscht. Der Kampfgruppenbefehlshaber, Konteradmiral Oskar Kummetz, konnte daher nicht mehr mit dem Überraschungsmoment rechnen. Es ist insofern unklar, weshalb er die Durchquerung der Drøbak-Enge mit seinem Flaggschiff, dem Schweren Kreuzer Blücher, dennoch versuchte. Die Blücher erhielt von der Festung Oscarsborg zwei 28-cm-Treffer. Gleichzeitig eröffnete die 15-cm-Batterie nördlich Drøbak das Feuer und erzielte mindestens 13 Treffer. Zwei Torpedos, die von einer gut getarnten Torpedobatterie auf der Insel Nord-Kaholmen abgeschossen wurden, besiegelten das Schicksal des Schiffes. Um 7:23 Uhr sank die Blücher östlich der Insel Askholmen; über 800 Männer verloren dabei ihr Leben. Das Wrack der Blücher liegt dort noch heute in einer Tiefe von 90 m. Die 28-cm-Geschütze der Festung Oscarsborg waren 1893 von Krupp aus Deutschland geliefert worden und die etwa 40 Jahre alten Torpedos kamen aus Österreich-Ungarn von Whitehead & Co. in Fiume (heute Rijeka, Kroatien). Die Blücher kam praktisch direkt von ihrer Erprobungsfahrt; ihr erster Kampfeinsatz war auch ihr letzter. Trotz des Verlusts des Flaggschiffs wurde Oslo schließlich, später als von den Deutschen geplant, von Luftlandetruppen eingenommen.
Der norwegische Minenleger Olav Tryggvason versenkte das deutsche Räumboot R 17 bei Horten. Der Minenleger, die Küstenpanzerschiffe Harald Haarfagre und Tordenskjöld sowie die Torpedoboote Balder und Gyller wurden von deutschen Truppen erbeutet und als Minenleger Brummer bzw. nach Umbau als Flakschiffe Thetis und Nymphe und als Torpedoboote Leopard und Löwe wieder in Dienst gestellt. Die beiden neuen Minensuchboote Otra und Rauma wurden ebenfalls erbeutet und als Minenleger Togo und Kamerun in Dienst gestellt.

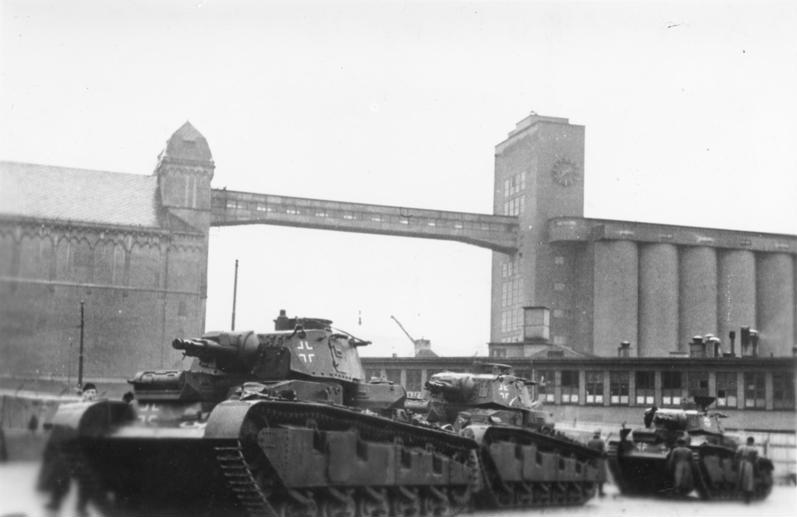
Panzer (Neubaufahrzeug) der Wehrmacht im Hafen von Oslo unmittelbar nach dem Entladen der Transportschiffe.

Auch die Landung von Truppen auf dem Flugplatz von Oslo verlief nicht wie geplant. Die 1. Lufttransportstaffel mit 29 Flugzeugen vom Typ Ju 52 stieß auf dichten Nebel in der Nähe von Oslo. Daraufhin ließ der Gruppenkommandeur abdrehen, weil seine Piloten nicht im Instrumentenflug ausgebildet waren. Zwei Flugzeuge empfingen den Befehl nicht und landeten auf dem Flugplatz. Die 18 Fallschirmjäger und 50 Infanteristen an Bord besetzten den Flughafen. Das X. Fliegerkorps hob den Umkehrbefehl auf, als ein deutsches Schiff meldete, dass auf Fornebu deutsche Flugzeuge landeten und starteten. Im Verlauf des Nachmittags griffen Verbände des X. Fliegerkorps Bolærne, Rauøy, Horten und Drøbak an. Um 18:30 Uhr waren die norwegischen Stellungen niedergekämpft und konnten besetzt werden. Am Vormittag des 10. April liefen die Schiffe der Kriegsschiffgruppe 5 in den Hafen von Oslo ein. Alles in allem war die Unternehmung Weserübung mit der Stabilisierung der Lage in Oslo am 10. April kein großer Erfolg. Erhebliche Verluste waren auf deutscher Seite zu verzeichnen, die geplante Festnahme der norwegischen Regierung und des Königs war misslungen und die Norweger leisteten mit alliierter Unterstützung weiterhin Widerstand. Aufgrund der militärischen Pannen bei der Besetzung der Hauptstadt und der unterschätzten norwegischen Gegenwehr konnte die Königsfamilie mitsamt den Goldreserven des Landes entkommen. Es gelang sogar in Teilen Norwegens, die Mobilisierung von Reservisten in Gang zu setzen. Erst am 10. Juni 1940 unterschrieb der norwegische Oberstleutnant i. G. Roscher-Nielsen für das norwegische Oberkommando in Trondheim die Kapitulationsurkunde. Als Reichskommissar für das besetzte Norwegen wurde Josef Terboven bestimmt, der den norwegischen König und die Regierung für abgesetzt erklärte.

### Einsatz der U-Boote
Von den 300 U-Booten, die Karl Dönitz vor Kriegsbeginn als notwendig definiert hatte, um einen effizienten Handelskrieg führen zu können, standen im Frühjahr 1940 lediglich 48 zur Verfügung. Dass im Rahmen des Unternehmen Weserübung den U-Booten aufgetragen wurde, zum Schutz der Überwassereinheiten in der Nordsee, insbesondere in Küstennähe, zu patrouillieren und, wenn möglich, offensiv das Gefecht mit den erwarteten britischen Seestreitkräften zu suchen, war ein Paradigmenwechsel im taktischen Einsatz von U-Booten. Bisher hatten U-Boote in weit entfernten Seegebieten unabhängig voneinander operiert, wobei ihren Kommandanten bei der Jagd auf Handelsschiffe ein weitläufiger Entscheidungsspielraum zugestanden wurde. Nun sollten die Boote aber zentral koordiniert als Verband auftreten, Sicherungsaufgaben wahrnehmen und teilweise sogar vordefinierte Gefechtszonen bewachen, in denen sie explizit gegen eingreifende britische Kriegsschiffe operieren sollten. Zwar war, wenn sich die Gelegenheit bot, der Einsatz von U-Booten gegen britische Kriegsschiffe nicht unüblich, wie bereits 1939 die Versenkung der Courageous zeigte, koordiniert bzw. in Gruppen operierten U-Boote aber bis dahin nur im Nordatlantik, unter Einsatz der 1939 eingeführten Rudeltaktik, die sich im Handelskrieg nur gegen Frachtschiffe und nicht gegen deren Eskorten richtete. Eine Ausnahme bildete die spektakuläre Aktion von Kapitänleutnant Günther Prien, der mit U 47 einen erfolgreichen Angriff auf Scapa Flow durchführte, der vom NS-Regime entsprechend propagandistisch genutzt wurde.
Auf Großadmiral Raeders Anweisung positionierte der Befehlshaber der U-Boote 32 Boote in den skandinavischen Gewässern, davon einige innerhalb der für diese sehr ungünstigen norwegischen Fjorde. Dort waren die Boote nicht nur durch das teils flache Wasser, sondern auch wegen der Notwendigkeit, ihre Batterien nachts bei Überwasserfahrt wiederaufzuladen, wegen der zu dieser Jahreszeit nur drei bis vier Stunden währenden Polarnächte besonders stark gefährdet. Im Verlauf des Unternehmen Weserübung meldeten mehrere U-Boot-Kommandanten außerdem eine unerklärliche Erfolglosigkeit bei Torpedo-Angriffen mit eigentlich sicherer Ausgangslage. Viktor Schütze, Kommandant von U 25, schoss zwei Torpedos aus nächster Nähe auf den aus Narvik zurückkehrenden britischen Zerstörerverband, aber erzielte keine Treffer. Auch die auf dasselbe Ziel geschossenen vier Torpedos von U 51 waren erfolglos. In den nächsten Stunden häuften sich die Beschwerden der U-Boot-Kommandanten, die von Fehl- oder Frühzündern berichteten. Dies summierte sich schließlich zu einer Fehlerquote von 66 % (→ Torpedokrise). Da der Leiter der Torpedo-Versuchs-Anstalt, Oskar Kummetz, die Invasionstruppen in Oslo befehligte und daher für Dönitz nicht erreichbar war, wurden andere Sachverständige befragt, was allerdings ergebnislos blieb. Die daraufhin erfolgte Anweisung, bei jedem Angriff zusätzlich zu den als anfällig bewerteten Magnetzündertorpedos einen Torpedo mit Aufschlagzünder abzufeuern, führte zwar zu einer raschen Abnahme der verfügbaren Munition, aber zu keinerlei Erfolg.
Der Einsatz der deutschen U-Boote im Unternehmen Weserübung fand unter großem Risiko statt, brachte jedoch keine Erfolge und wird somit als Fehlschlag gewertet.

## Verluste
Die deutschen Verluste an Mannschaften während der „Weserübung“ betrugen 1.317 Tote, 1.604 Verwundete und 2.375 Vermisste (überwiegend auf hoher See). Die Schiffsverluste waren sehr hoch. Neben dem Schweren Kreuzer Blücher gingen die beiden Leichten Kreuzer Karlsruhe und Königsberg sowie zehn Zerstörer, ein Torpedoboot und vier U-Boote verloren. Nach Darstellung des Marinehistorikers Michael Salewski verlor die deutsche Angriffsflotte nahezu die Hälfte ihrer Überwasserstreitkräfte. Bei den Versorgungsschiffen wurden 30 deutsche Handelsschiffe mit zusammen 159.000 BRT versenkt, liefen auf Minen oder gingen durch Aufbringung verloren. Die Luftwaffe verlor 242 Maschinen.
Auf alliierter Seite fielen in den Kämpfen zu Lande 1.896 Briten, 1.335 Norweger sowie je 530 Franzosen und Polen. Die Royal Navy verlor den Flugzeugträger Glorious, die beiden Kreuzer Curlew und Effingham sowie neun Zerstörer und sechs U-Boote mit zusammen über 2.500 Toten.

## Ergebnis

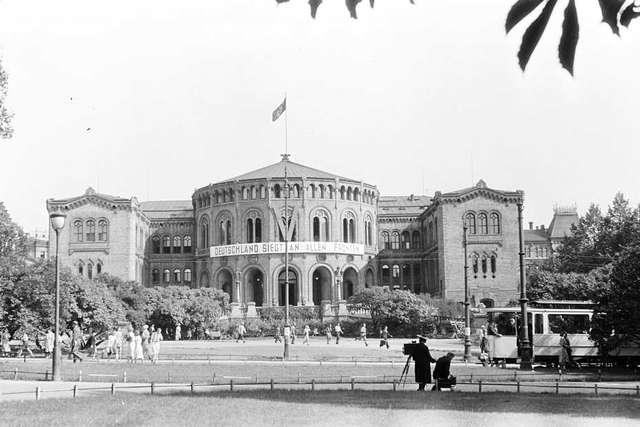
Deutsche Propaganda am Osloer Stortingsgebäude mit „V“-Zeichen und Transparent „Deutschland siegt an allen Fronten“, 1941

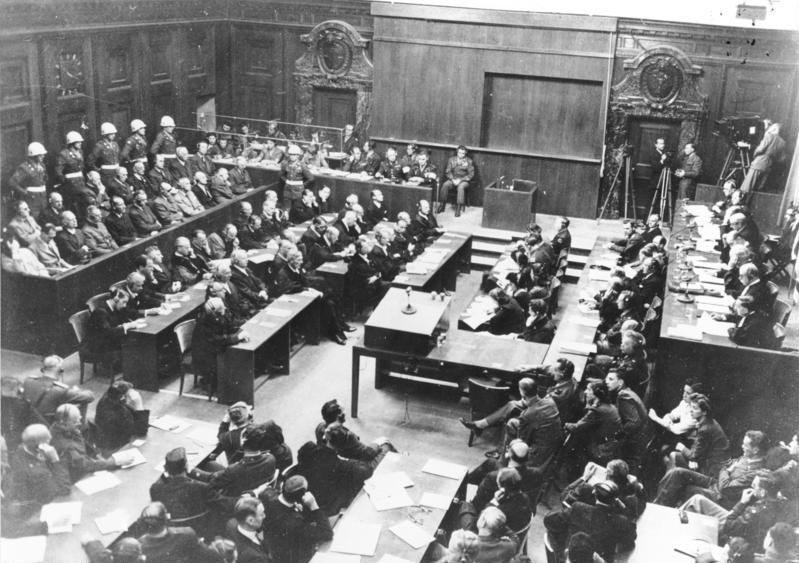
Nürnberger Prozess, 30. September 1946

Bereits lange bestehende militärische Bewertungen zur Bedeutung Skandinaviens für die Rohstofflieferungen Deutschlands – insbesondere aus Schweden – und zur Operationsfreiheit deutscher Seestreitkräfte in Nordsee und Atlantik sowie die Fehleinschätzung des britischen Verhaltens bei einem Krieg gegen Polen waren die grundlegenden Rahmenbedingungen, unter denen am 1. März 1940 die Weisung für „Fall Weserübung“ von Adolf Hitler unterzeichnet worden war. Die daraus abgeleiteten Weisungen vom 5. und 6. März sowie das Handeln in den Tagen vom 9. bis 12. April 1940, nicht zuletzt die Entscheidung Hitlers, das Angebot der norwegischen Regierung vom 10. April 1940 auszuschlagen, waren jedoch auch mit Fehleinschätzungen verbunden. Zu keiner Zeit vorher wurden „der Mangel an kühler Überlegung, die fehlende Selbstkritik, die Wunschbilder“ in Hitlers Strategie so deutlich sichtbar wie im Unternehmen „Weserübung“.
Das Ziel, die Eisenerzlieferungen zu sichern und die lange norwegische Küste für die Kriegsmarine zu sichern wurde erreicht, wenn auch deutlich schwieriger als erwartet. Nun folgte die Errichtung eines deutschen Besatzungsregimes in Dänemark und Norwegen, das mit dem 9. April 1940 begann und fünf Jahre lang sich in immer härteren Formen mit Willkür und Verbrechen an der Macht hielt, bis es am 8. Mai 1945, dem Tag der bedingungslosen Kapitulation der Wehrmacht beseitigt wurde. In dieser Zeit überzog Deutschland beide Länder mit einem Willkür- und Gewaltsystem, verübte Kriegsverbrechen, vernichtete Leben, beseitigte jüdische Bevölkerungsteile durch Deportation und Ermordung, installierte mit rund 300.000 Besatzern ein terroristisches Regime. Josef Terboven, zuvor Gauleiter in Essen, wurde Reichskommissar. Sein Apparat übernahm die Kontrolle über die Wirtschaft, schuf eine Rechtsordnung nach NS-Vorbild und setzte die deutsche Polizeigewalt und den Sicherheitsdienst der SS rigoros zur Gewährleistung der Besatzerziele ein. Die von Terboven installierte norwegische Regierung, die ohne Wahlen durch den Obersten Gerichtshof eingesetzt worden war, nachdem König Haakon VII. und die legale und demokratisch legitimierte Regierung unter Ministerpräsident Johan Nygaardsvold von ihm für abgesetzt erklärt worden war, hatte nur seinem Willen zu dienen. Im Jahre 1942 setzte die deutsche Besatzungsmacht den norwegischen Faschisten Vidkun Quisling als Regierungschef einer Marionettenregierung ein; Quislings Name wird heute in mehreren Sprachen als Synonym für einen Kollaborateur oder Verräter gebraucht.
Im Unternehmen Weserübung, der bis dahin größten triphibischen Operation der Kriegsgeschichte, griff das Deutsche Reich entgegen eigener Zusagen und vertraglicher Vereinbarungen zwei neutrale Staaten an. Wurde der Spanische Bürgerkrieg von vielen Beobachtern noch als innerer Konflikt eines europäischen Landes gesehen, so hatte bereits die völkerrechtswidrige Zerschlagung der Tschechoslowakei internationale Auswirkungen, da sie Deutschland Zugriff auf Beutewaffen und Ressourcen verschaffte, die das deutsche Militärpotential bedeutend stärkten. Dies wurde von den europäischen Mächten zwar zunächst noch hingenommen, der deutsche Überfall auf Polen war dann aber nicht nur eine Verletzung des sich noch in der Entwicklung befindlichen Normensystems für das Zusammenleben der Staaten, sondern lieferte auch anderen Staaten, wie zum Beispiel der Sowjetunion, eine Blaupause, um territoriale Forderungen gegenüber militärisch schwächeren Ländern zu stellen und diese bei Nichterfüllung militärisch durchzusetzen. Mit dem Unternehmen Weserübung setzte das NS-Regime seine rücksichtslose Landnahme und Ressourcenvereinnahmung fort. Genau wie der Überfall auf Polen, die Angriffe während des Westfeldzuges 1940 und der Überfall auf die Sowjetunion, wurde auch die Planung und Durchführung der Überfälle auf Dänemark und Norwegen im Nürnberger Prozess gegen die Hauptkriegsverbrecher und dessen Folgeprozessen angeklagt. Die Überfälle wurden als internationale Verbrechen geächtet und die Hauptverantwortlichen verurteilt.
Der Überfall und die anschließenden Verbrechen beider Besatzungsregime haben das Verhältnis zwischen Deutschland und den skandinavischen Staaten über Jahrzehnte schwer belastet. Auch die Aufarbeitung dieser Zeit in Norwegen war mit zahlreichen Problemen verbunden, die unter anderem durch die Abschiebungen der Mütter und die später erfolgten Wiedergutmachungen zu den sogenannten Tyskerbarn, den Besatzerkindern, bekannt wurden.
Unter operativen Gesichtspunkten war das Unternehmen für die Kriegsmarine wegen der hohen Verluste ein teuer erkaufter Sieg. Dennoch war das Ergebnis der Operation im Denken der NS-Führungskräfte eine Basis für die weitere Fortsetzung der deutschen Kriegsführung. Der Export der schwedischen Eisenerze und der Stahlveredlungsmetalle aus Skandinavien nach Deutschland blieb für die gesamte Dauer des Krieges gesichert. Nach britischer Einschätzung hätte das Deutsche Reich ohne die kriegswirtschaftlich notwendigen skandinavischen Erze den Krieg nicht länger als zwölf Monate durchhalten können.
Durch die Besetzung Dänemarks und Norwegens blieb die Ostsee unter deutscher Kontrolle. Damit war eine entscheidende Voraussetzung für die folgende Operation Barbarossa, den Angriff auf die Sowjetunion, erfüllt. Mit dem Unternehmen Weserübung wurde kurz vor Beginn des Westfeldzugs eine mögliche Frontstellung in Skandinavien verhindert, die dem eigentlichen Ziel Deutschlands, den „Ostraum zu erobern“, auf Dauer im Wege gestanden hätte. Propagandistisch wurde die Militäroperation zum großen Sieg erklärt, der mit dem erfolgreichen Abschluss des anschließenden Westfeldzugs in der Heimat den politischen Mythos der „unbesiegbaren Wehrmacht“ begründete. Briten und Franzosen hingegen ließ die Schlacht um Narvik erahnen, dass sich die deutschen Planer erhebliche operative Fehler leisteten, die deutschen Kontingente vor Ort vom unmittelbaren Eingreifen britischer Verbände völlig überrascht wurden und dadurch taktische Fehler begingen und dass wesentliche Teile der Operation improvisiert waren. Durch die Evakuierung der alliierten Landungstruppen entging das deutsche Narvik-Kontingent, das sich nach der Landung der Alliierten in die Berge zurückziehen musste und vom Nachschub abgeschnitten war, nur denkbar knapp einer Kapitulation.

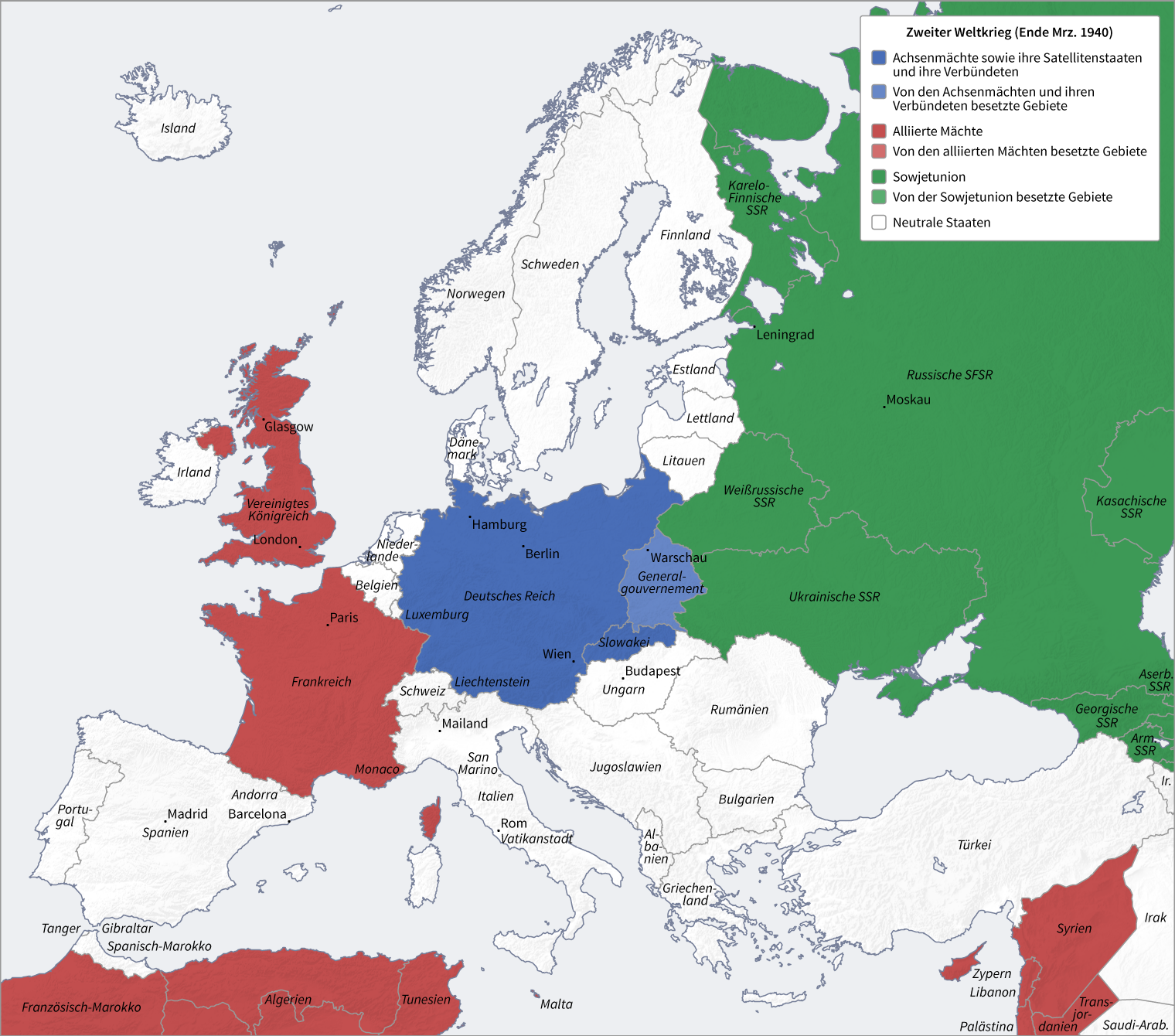
Europa vor dem Unternehmen Weserübung (Ende März 1940)
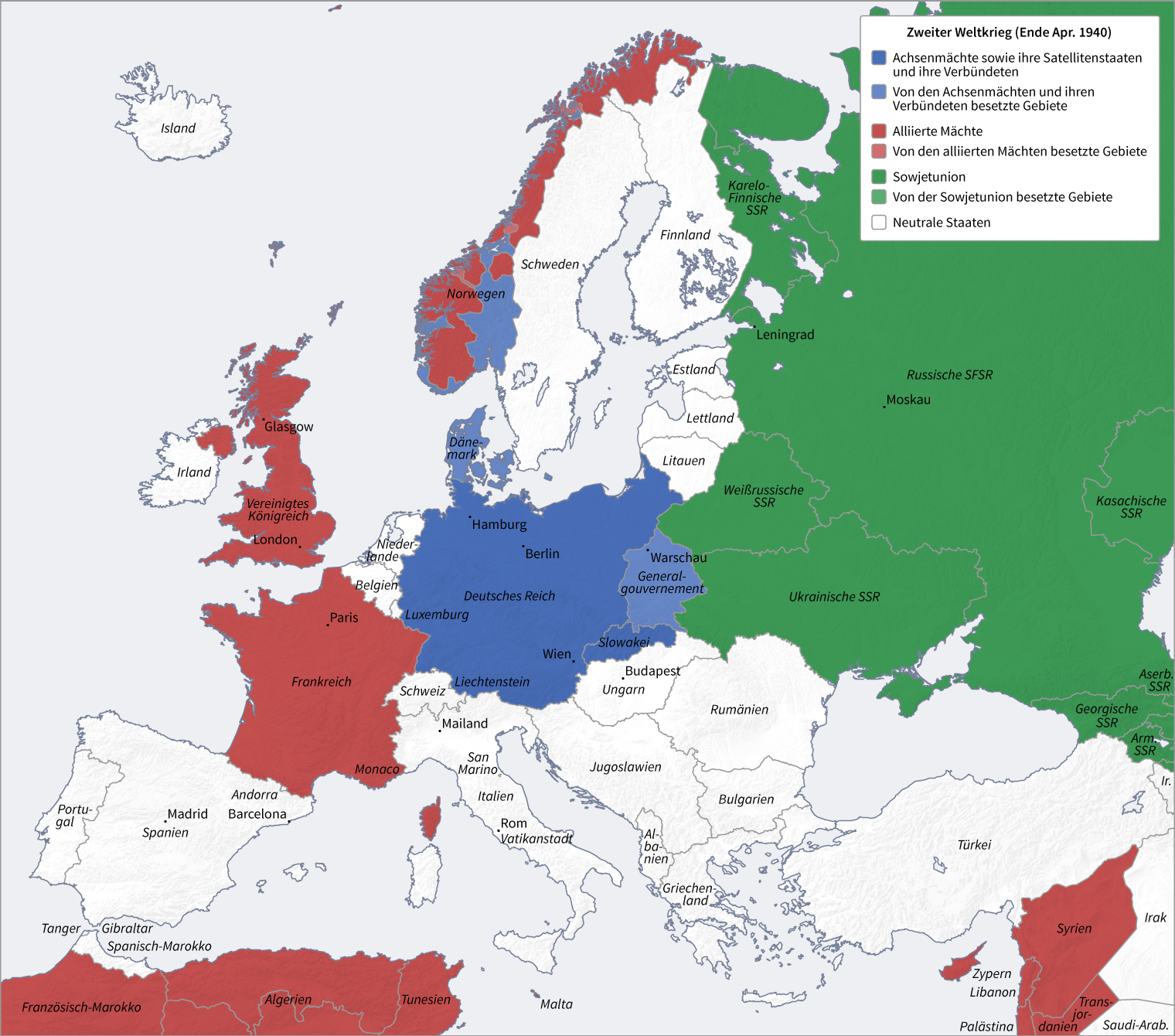
Europa während des Unternehmens Weserübung (Ende April 1940)
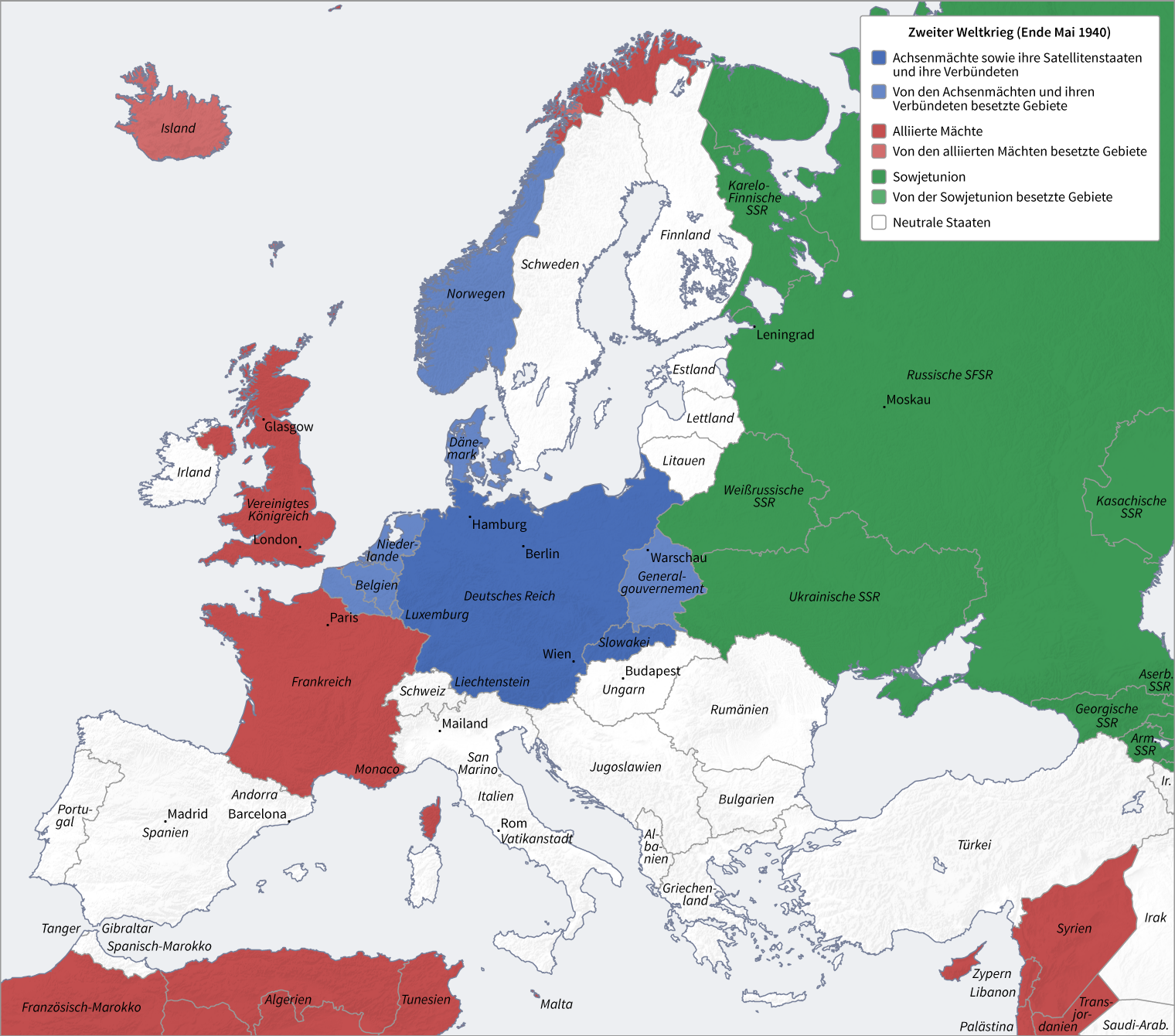
Europa während des Unternehmens Weserübung (Ende Mai 1940)
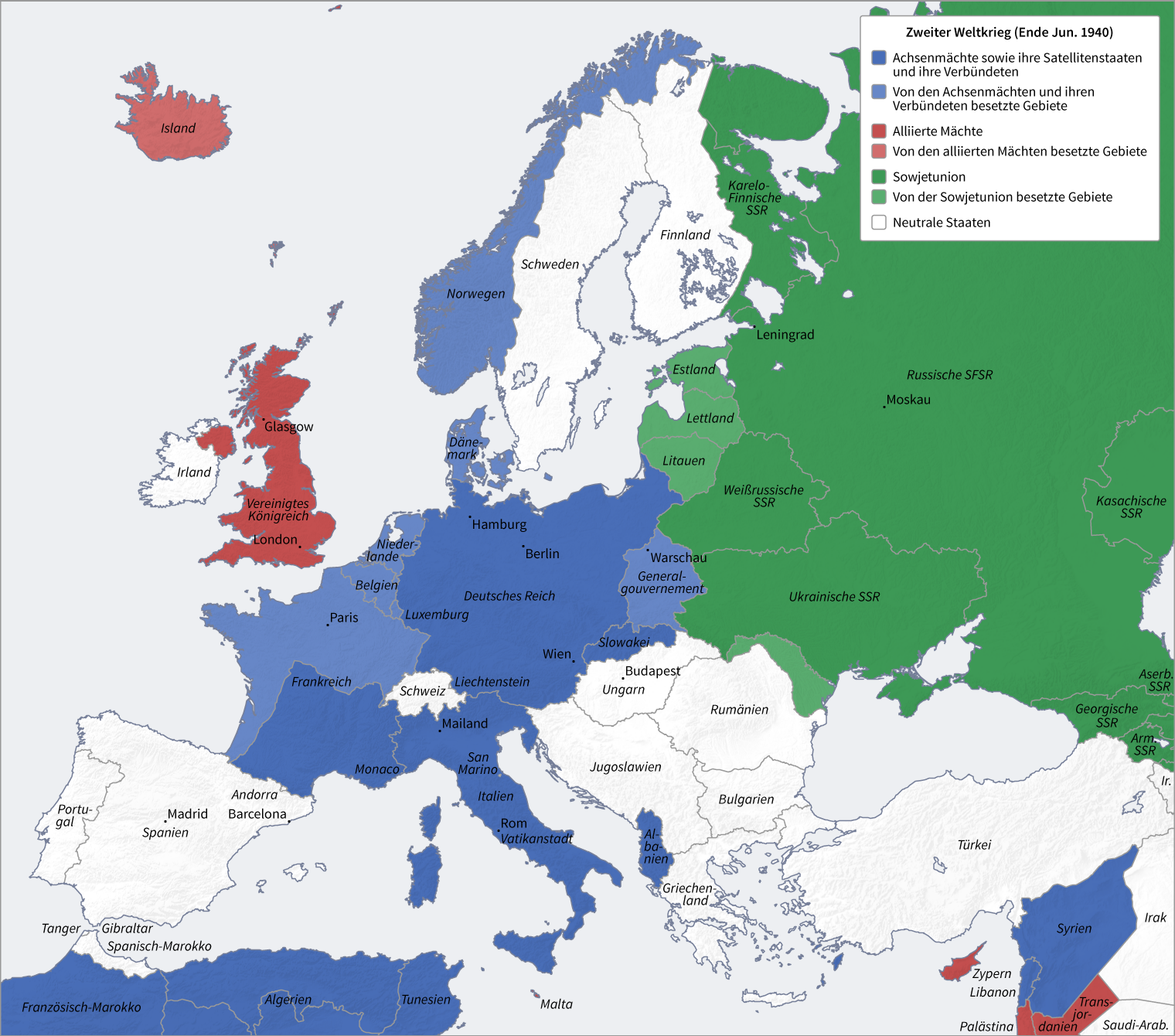
Europa nach dem Unternehmen Weserübung (Ende Juni 1940)

Nachdem 1941 der Krieg gegen die Sowjetunion begonnen hatte und die Vereinigten Staaten ab September 1941 Waffen und anderen Nachschub nach Murmansk und Archangelsk lieferten (siehe auch Leih- und Pachtgesetz), konnte die Wehrmacht die Häfen und Flugstützpunkte in Nord-Norwegen dazu nutzen, diese Geleitzüge anzugreifen und die russischen Häfen zu bombardieren.
Auf Seiten der Alliierten wurde insbesondere Chamberlain vorgeworfen, er sei zum wiederholten Mal ausmanövriert worden. Im Verlauf der Norwegendebatte verlor er die Unterstützung auch seiner eigenen Partei und trat zurück, woraufhin Winston Churchill zum Premierminister ernannt wurde.

## Filme
- Jens Becker, Ralf Daubitz (Regie): Krieg in der Arktis. Zweiteilige Filmdokumentation Deutschland (MDR), 2007, 52 Min. (Der erste Teil zeigt Planung und Umsetzung des Angriffs mit teilweise bislang unbekannten Archiv- und Privat-Filmaufnahmen und lässt Zeitzeugen berichten. Teil 2 (Verbrannte Erde) zeigt den Alltag an der arktischen Front und das weitere Schicksal finnischer und norwegischer Frauen, die deutsche Soldaten liebten.)
- Kampf um Norwegen – Feldzug 1940. Deutscher Propagandafilm 1940, Regie: Martin Rikli
- 9. April – Angriff auf Dänemark. Dänischer Kriegsfilm/Drama 2015, Regie: Roni Ezra
- The King’s Choice – Angriff auf Norwegen. Norwegischer Kriegsfilm –  zeigt die norwegische Seite während des Angriffs. Regie: Erik Poppe
- Narvik. Norwegischer Kriegsfilm/Drama 2022. Regie: Erik Skjoldbjærg